# سمير عساف
سمير عساف (بالفرنسية: Samir Assaf)‏ (20 يونيو 1960 الأشرفية، بيروت - ) هو الرئيس التنفيذي للخدمات المصرفية العالمية والأسواق لمجموع إتش إس بي سي منذ يناير 2011، والمدير الإقليمي للشركة ذاتها في الشرق الأوسط وشمال أفريقيا وتركيا منذ 2016، ورئيس مجلس إدارة الشركة غير التنفيذي في فرنسا.

## حياته
ولد سمير عساف لعائلة لبنانية مارونية، وأكمل دراسته الثانوية في كلية لا ساجيس سانت جوزيف في الأشرفية قبل الانتقال إلى فرنسا خلال الحرب الأهلية اللبنانية، ثم أكمل سمير دراسته الجامعية في معهد باريس للدراسات السياسية، وأكمل دراساته العليا في جامعة باريس 1 - بانثيون سوربون، وحصل على درجة الماجستير. بعد مغادرته الأوساط الأكاديمية في عام 1987 انضم إلى شركة النفط الفرنسية العملاقة توتال في عام 1987، وتولى رئاسة الخزانة فيها، ثم غادر الشركة عام 1994، وانضم إلى مصرف سي سي إف.
عساف متزوج من تانيا عساف، ولديه أربعة أطفال وهم: إليزابيث وأنطوان وفيكتوريا ورافائيل. يتحدث سمير عساف أربع لغات وهي: اللغة العربية والإنجليزية والفرنسية والإسبانية.

### إتش إس بي سي
في عام 2000 انضم سمير عساف إلى إتش إس بي سي في أعقاب استحواذ بنك المملكة المتحدة على البنك التجاري الفرنسي (بالفرنسية: Crédit Commercial de France)‏. فبدأ عمله كرئيس لتداول الدخل الثابت، وفي عام 2006 تمت ترقيته إلى منصب رئيس الأسواق العالمية في منطقة أوروبا والشرق الأوسط وأفريقيا، وفي عام 2007 أصبح نائبًا لرئيس الأسواق العالمية. وأصبح عساف رئيسًا للأسواق العالمية في يناير 2008 ومديرًا عامًا للمجموعة في مايو 2008.
وفي ديسمبر 2010 تم تعيين سمير عساف في منصب الرئيس التنفيذي للخدمات المصرفية العالمية والأسواق.  أصبح عساف أيضًا عضوًا منتدبًا للمجموعة وانضم إلى مجلس إدارة المجموعة المسؤول عن الخدمات المصرفية والأسواق العالمية.
في 2012 حصل على جائزة أهم مصرفي استثماري في أوروبا خلال احتفال توزيع جوائز الأخبار المالية السنوية للتميز في الخدمات المصرفية الاستثمارية في لندن. وفي 2014 أصبح رئيسًا لمجس إدارة جمعية الأسواق المالية العالمية (GFMA).
وفي 22 فبراير 2016 أعلن البنك السعودي البريطاني (ساب) أن مجلس الإدارة قد أصدر قرارًا بتعيين سمير عساف كعضو غير تنفيذي بمجلس إدارة البنك، وممثلاً لمجموعة إتش إس بي سي اعتبارا من 1 أبريل 2016م، وذلك خلفاً لممثل مجموعة إتش إس بي سي عضو المجلس غير التنفيذي مارتن سبورلنج.